# Fredric Westin
Pour les articles homonymes, voir Westin (homonymie).

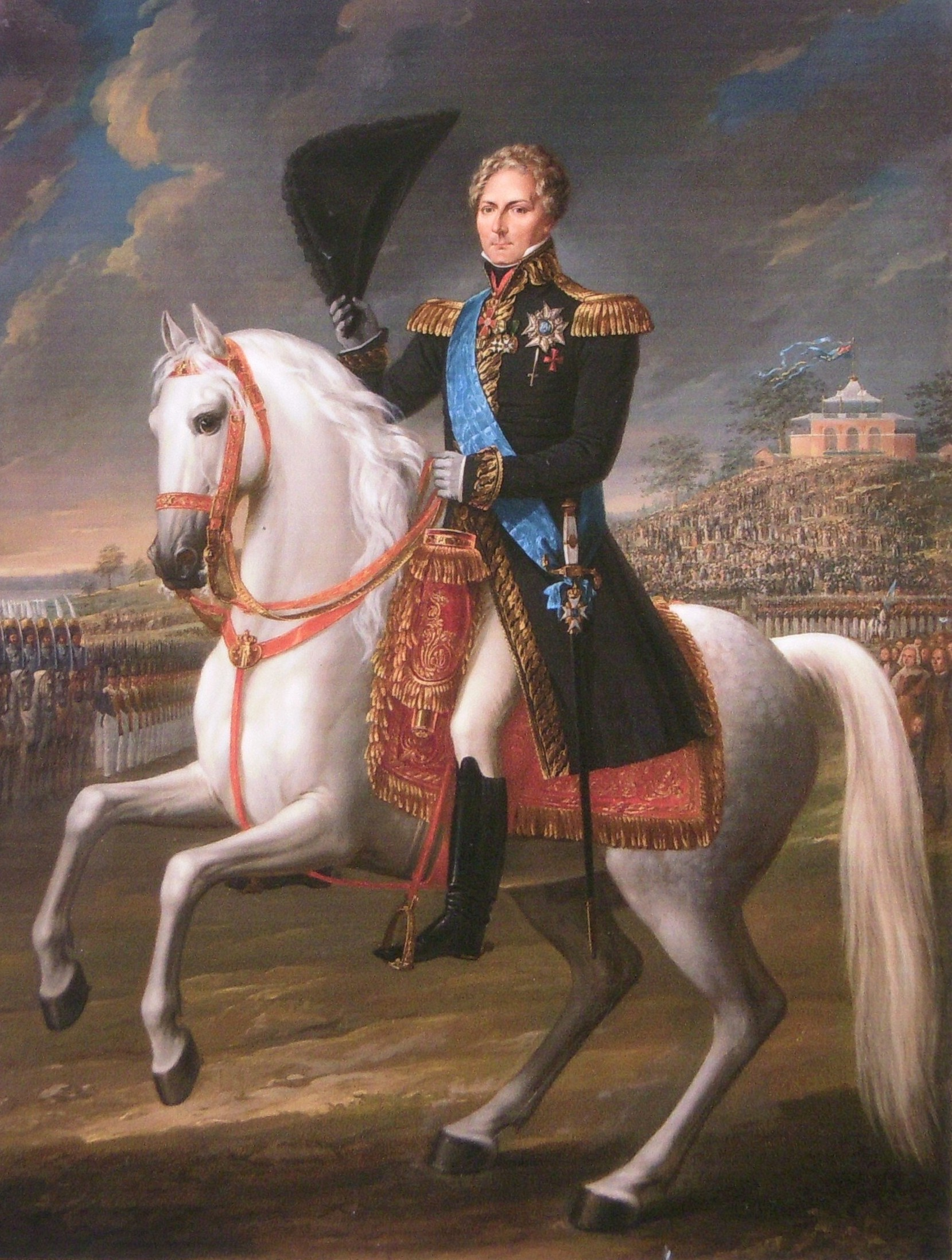
Charles XIV Jean, Peinture de Fredric Westin, 1838

Fredric Westin, né le 22 septembre 1782 à Stockholm et décédé le 13 mai 1862 dans la même ville, est un peintre d'histoire et de portrait suédois.

## Biographie
Westin étudie auprès de Lorens Pasch le jeune et de Louis Masreliez à l'Académie royale des arts de Suède dans sa ville natale. Après avoir été nommé défenseur de l'institution d'enseignement en 1808, il est choisi en 1812 comme directeur de l'académie. En 1815 il est professeur extraordinaire et en 1816 professeur de l'académie des arts qu'il dirige de 1828 jusqu'en 1840. En 1843, il est nommé intendant de la cour royale.
Parmi les œuvres les plus importantes de Westin figurent quatre tableaux sur le thème des « heures de la journée » qui ornent la chambre à coucher du château de Rosersberg. Créés entre 1812 et 1813 ils représentent « L'aurore disperse les fleurs sur la Terre », « Apollon et son char à quatre chevaux », « Diane suivie par la lueur du soir » et « La nuit avec son voile parsemé d'étoiles ». Au château de Säfstaholm (de) se trouve « Les Saisons présentées par les déesses de la terre » (1843) et au château de Rosendal « Hébé avec l'aigle » (1832) et « Flora ornant le buste de Linné » (1843). À l'université de Stockholm on peut admirer « La musique représentée par un groupe de jeunes filles ». Westin peint également des compositions de l'histoire suédoise, « Le baptême d'Olof Skötkonung » et « L'acceptation des enseignements de Luther ».
Au nom du roi Charles XIV, Westin créé un certain nombre de portraits. Cependant, en tant que peintre de portrait, il est controversé. C'est ainsi que le journaliste Gustaf Abraham Silverstolpe (sv) déplore en 1809 qu'un artiste « qui possède de telles qualités, s'occupe d'un art si trivial, et il espère que Westin « retrouvera la poésie d'un monde platement réel ». L'historien de l'art Lorenzo Hammarsköld écrit en 1818 que de tous les peintres suédois, Westin est le moins doué pour la peinture de portrait et Scholander qualifie ses portraits de « personnages de cire ». D'autres artistes en revanche louent ses portraits. C'est ainsi que l’architecte Jacob Wilhelm Gerss (sv) qualifie ses peintures de confortables, faciles à habiller et conformes aux formes naturelles et à la sécurité et possédant une vérité dans l'exécution. Ture Gustaf Wennberg désigne Westin comme « le digne fils adoptif de Lorenz Pasch, l'unique dessinateur suédois.
Après que le projet de retable de Johan Gustaf Sandberg (sv) pour l'église de Jacob à Stockholm a été rejeté, Westin reçoit la commande pour créer un autre retable. La peinture « Transfiguration du Seigneur » achevée en 1828 est à la fois saluée et critiquée. D'autres retables de Westin se trouvent dans l'église Ulrika Eleonora de Stockholm (« Résurrection du Christ », 1825), la cathédrale de Turku (« Transfiguration du Seigneur », 1836), l'église d'Uddevalla (« Le Christ bénissant les enfants ») et dans l'église Carl Gustaf à Lund (« Enterrement du Christ », 1832).

## Œuvres (sélection)
- Amor, einen Pfeil verschießend, 1807, musée national de Suède
- Fredrik Blom (sv), 1809, académie des beaux-arts de Stockholm
- Pasteur Anders Borg, 1811, Jakobskirche Stockholm
- Évêque Johan Olof Wallin, 1824, église saint-Nicolas Stockholm
- princesse Joséphine, 1826, château de Gripsholm
- Pasteur Johan Jacob Hedrén, 1830, Jakobskirche Stockholm
- Charles XIV. Jean, 1832, château de Rosendal
- Évêque Franz Michael Franzén, 1834, Nikolaikirche Stockholm
- Retable de l'église de Karlshamn, années 1830
- Les enfants d'Oscar Ier au Schlosspark Drottningholm, 1837, palais royal de Stockholm
- Couronnement de la reine Désirée, 1856, château de Gripsholm
- Jésus à Getsemani, 1859, Kirche Klockrike, Östergötland